# 天川はの
天川 はの（あまかわ はの、Amakawa Hano）は、日本のバーチャルYouTuber、バーチャルアイドル。所属事務所は株式会社mikai。

## 概要
星がキレイな惑星からきた星の子。星言葉は「人の痛みを感じられる心」。キャラクターデザインはイラストレーターのぶくろて。
Re:AcT内のユニット「すたーべあ！」（略称「S!B」）のすたー担当。ゲーム実況系、雑談系、ASMR系、歌ってみた系の動画を生配信・投稿している。

## 来歴
2019年
- 9月25日、初配信・初投稿を行う。
- 同日、初の歌ってみた動画「少女レイ」を投稿。

　　→[制作] 映像：しばたろ,イラスト：ぶくろて
2020年
- 1月15日、チャンネル登録者数が1万人を突破。
- 5月21日、チャンネル登録者数が2万人を突破。
- 8月31日、チャンネル登録者数が3万人を突破。
- 11月28日、チャンネル登録者数が4万人を突破。
- 12月25日、自身初のシングル『Honeycomb』をリリース。

2021年
- 8月16日、2ndシングル、『star♡letter』をリリース。

2022年
- 7月20日、年内を目標に充電期間及び、準備期間として配信活動休止を発表。尚、休止期間中はTwitterや動画投稿は行う予定。
- 8月1日、充電期間及び、準備期間として配信活動休止。
- 11月20日、準備期間を経て復帰配信を実施。

2024年
- 7月30日、Re:AcTを卒業、株式会社mikai所属の個人タレントとなる。

- 惑星年齢は15歳だが、地球年齢に換算すると150歳。
- 身長はアホ毛とヒール含め151cmで、ヒールのある靴を履きがち。
- 好きなものは、プラネタリウム、イルミネーション、水族館、星、おいしいもの、かわいいもの。キラキラしたもの。

## イベント出演
2019年
- わくわく！VTuberひろば Vol.2（11月16日、BitStar本社ラウンジ） - 1日目第2部に参加
- バーチャル忘年会2019 in エンタス（12月28日、秋葉原エンタス）
- Re:AcT クリスマスParty2019（12月21日、秋葉原エンタス）

2020年
- 感謝！感激！大宇宙！ ～祝！すたーべあ！初単独イベント～（1月26日、ふぁにすぺーす原宿）
- ことまと弐零弐零（2月9日、秋葉原エンタス）
- まりなす（仮）vs Re:AcT～2日遅れのバレンタインパーティ～（2月16日、秋葉原エンタス）
- ユイしあ×すたーべあ！対バン（3月7日、秋葉原エンタス）

## ディスコグラフィ
|     | タイトル     | 発売日         | 規格品番 | 備考 |
| --- | ------------ | -------------- | -------- | ---- |
| 1st | Honeycomb    | 2020年12月25日 | 音楽配信 |      |
| 2nd | star♡letter  | 2021年8月16日  | 音楽配信 |      |
| 3rd | キライトネス | 2022年11月20日 | 音楽配信 |      |
| 4th | ラブプライズ | 2023年10月20日 | 音楽配信 |      |

| アルバム                               | タイトル                      | 発売日        | 規格品番 | 備考 |
| -------------------------------------- | ----------------------------- | ------------- | -------- | ---- |
| フルスロットル☆すーぱーのゔぁ/スタ→ト! | フルスロットル☆すーぱーのゔぁ | 2019年7月29日 | 音楽配信 |      |
| フルスロットル☆すーぱーのゔぁ/スタ→ト! | スタ→ト!                      | 2019年7月29日 | 音楽配信 |      |